# Mud and Sand
Mud and Sand is een Amerikaanse stomme film uit 1922 met in de hoofdrol Stan Laurel. De film is een parodie op de film Blood and Sand met Rudolph Valentino (die in deze film uitgebreid belachelijk gemaakt wordt). De film bevindt zich momenteel in het publiek domein.

## Verhaal
Rhubarp Vaseline (Laurel) is een aspirant-stierenvechter die door veel talent zijn weg naar de top weet te vinden. Maar wanneer hij daar komt merkt hij dat de roem en faam hem langzaam zijn familie, zijn vrouw, zijn trots en op een gegeven moment zelfs zijn carrière doen verliezen.

## Rolverdeling
| Acteur         | Personage                |
| -------------- | ------------------------ |
| Stan Laurel    | Rhubarb Vaseline         |
| Mae Laurel     | La Paloma aka Pavaloosky |
| Julie Leonard  | Caramel                  |
| Leona Anderson | Filet de Sole            |
| Wheeler Dryden | Sapo                     |
| Sam Kaufman    | Humador                  |
| May Foster     | Rhubarb's moeder         |

## Media
| (video) | \| \| |
|         |       |